# Província de Figuig
La província de Figuig (en àrab إقليم فكيك, iqlīm Figīg; en amazic ⵜⴰⵎⴷⵉⵏⵜ ⵏ ⵉⴼⵉⵢⵢⵉⵢ, tasga n Ifyyey) és una de les províncies del Marroc, fins 2015 part de la regió de L'Oriental  i actualment de la nova regió de L'Oriental. Té una superfície de 55.950 km² i 138.325 habitants censats en 2004. La capital és Bouarfa. Limita al nord amb les províncies de Taourirt i de Jerada, a l'est i al sud amb Algèria, al sud-oest amb la província d'Errachidia i a l'oest amb la província de Midelt (regió de Drâa-Tafilalet) i al nord-oest amb la província de Boulemane (regió de Fes-Meknès).

## Demografia
| 117.011                                  | 129.430 | 138.325 |
| 1994, 2004 : cens oficial ; 2014 : cens. |         |         |

## Divisió administrativa
La província de Figuig consta de 2 municipis i 10 comunes:
| Habitants    | 1994    | 2004    | 2014    |
| ------------ | ------- | ------- | ------- |
| Bouarfa (M)  | 19.631  | 25.947  | 28.846  |
| Figuig (M)   | 14.245  | 12.577  | 10.872  |
| Ain Chouater | 1.332   | 1.144   | 1.006   |
| Bni Tadjite  | 12.316  | 14.931  | 16.149  |
| Bouanane     | 10.563  | 10.818  | 10.035  |
| Bouchaouene  | 8.772   | 11.231  | 13.057  |
| Boumerieme   | 6.629   | 7.488   | 8.521   |
| Talsint      | 12.696  | 14.651  | 16.166  |
| Ain Chair    | –       | –       | 1.554   |
| Abou Lakhal  | 1.862   | 1.497   | 2.017   |
| Bni Guil     | 9.014   | 9.059   | 6.726   |
| Maatarka     | 8.623   | 8.030   | 7.986   |
| Tendrara     | 11.328  | 12.057  | 15.390  |
| Total        | 117.011 | 129.430 | 138.325 |